# Naconidi
I Naconidi sono una dinastia nobiliare di slavi dell'Elba Obodriti nei quali dal 960 al 1129 si unirono le speranze ma anche i fallimenti degli sforzi per la creazione di uno stato slavo-polacco.

## Dinastia
Heinz Stoob stabilì nella sua nuova traduzione delle Cronache slave (Chronica slavorum) di Helmold di Bosau la prima genealogia dei naconidi. Le fonti più importanti per questa dinastia sono, oltre ad Helmold, Tietmaro di Merseburgo, Adamo da Brema ed il danese Saxo Grammaticus.
C'è incertezza sulla definizione del rango di tali autorità: erano re? Duchi? Capitribù? Alcune fonti germaniche li definiscono Samtherrscher. Testi tardo-latini parlano a volte di regulus, cioè "piccoli re", di dux, cioè "duchi", a volte di tyrannus, cioè "Signori". In relazione a Canuto Lavard, un "non-obodrita", si trova anche l'espressione slava Knjaz.
I Naconidi appartenevano alla stirpe degli Obodriti, che da parte loro si dividevano nelle sottostirpi dei Wagri, con il capoluogo di Starigard/Oldenburg, in Polabi, con capoluogo in Lubecca e Ratzeburg, in Linoni, con capoluogo in Lenzen. Queste sottostirpi avevano ciascuna un capo e pare che il primo di essi che abbia ottenuto il riconoscimento come capo di tutti gli obodriti, sia stato un certo Nakon.
In rapporto alla situazione politica degli obodriti si deve notare, che essi dovettero allearsi con Carlo Magno e dopo la battaglia di Sventanefeld (798), con la quale egli sottomise i Sassoni, essi videro in questi ultimi i loro naturali nemici.
Quale confine fra i Sassoni (prevalentemente i territori dello Holstein e dello Storman) e gli Obodriti fu posto da Carlo Magno il cosiddetto Limes Saxoniae, che non era costituito da un'opera fortificata ma costituito da folti boschi, brughiere e corsi d'acqua, quali ad esempio il fiume Trave. Con gli abitanti più ad oriente, i Veleti, gli Obodriti erano legati da antica rivalità etnica. 
Al più tardi dopo che i Polabi, dal 960 circa, con Mieszko I della dinastia dei Piasti, riuscirono a superare gli egoismi tribali ed a trovare una ricostruita unità politica cristiana, fu chiaro agli slavi occidentali che si prospettava loro la via giusta da seguire. Infatti solo con l'unità etnica quali cristiani avrebbero avuto l'occasione di sottrarsi alla pressione missionaria dei sassoni, che puntava sempre alla loro sottomissione politica.
Perciò i Naconidi tentarono sempre di respingere i danesi cristianizzati e l'avvicinamento al cristianesimo, ed il connesso obbligo di pagare le decime a titolo d'imposta, indipendentemente dalla necessità di rinunciare alle loro radici pagane ed ai legami con le relative divinità tradizionali (ad es. la Mitologia slava in Wagria, il dio Svarožić  nel Meclemburgo, Svetovit presso i Rani dell'isola di Rügen Svetovit) ed alla loro identità, e perciò non erano pronti a sacrificare con leggerezza la loro religione per una fede che percepivano come straniera. L'oscillazione fra la religione degli antenati ed il cristianesimo si esprime, fra l'altro, anche con il fatti che molti di questi principi portavano sia un nome slavo che uno sassone, il che spesso non fa luce alla corretta interpretazione delle fonti. La drammaticità del conflitto per la supremazia nelle regioni occidentali chiarisce anche il fatto che solo pochi naconidi morirono di morte naturale.

### Nakon
Nakon (oppure Nako, Nakko, Nacco) (954  – 965/67) insorse insieme al fratello Stoignew contro il duca Hermann Billung, margravio della Marca dei Wendi. Nella battaglia di Recknitz (16 ottobre 955) egli fu sconfitto dal re e futuro imperatore Ottone I. Stoignew fu decapitato, Nakon stesso accetto probabilmente il cristianesimo e per questo alla battaglia seguirono circa trent'anni di pace durante i quali gli slavi rimasero cristiani (secondo Adamo da Brema).
Nakon ed i suoi successori, eccetto Enrico, risiedettero principalmente nella Rocca di Meclemburgo, allora solo un anello di mura, ma utilizzarono anche i, per così dire, palazzi di Starigard, Liubice e Lunkini/Lenzen. La Rocca di Meclemburgo fu definita già da Ibrahim ibn Yacub "Rocca di Nakon".

### Mstivoj
Non è chiaro se Mstivoj (o Mistivoj, Mistui, Mistuwoi) (dal 965/67 a ca. 995) fosse figlio di Nakon ma in ogni caso ne fu il successore e con il fratello Mstidrag (anche Missidrog) capeggiò la rivolta degli slavi del 983, che durò fino al 995.
Le cause della rivolta furono così "personalizzate" da Adamo da Brema: un principe slavo di nome Billung (probabilmente il nome di battesimo di Mstivojs da Hermann Billung, che ne fu il padrino) sposò la bella sorella del vescovo Wago di Oldenburg/Starigard, ebbe da lei la figlia Hodica ed il figlio Mstislaw, che, adirato per la cupidigia dei Sassoni, tanto istigò contro i cristiani e la sua stessa madre, finché Mstivoj ripudiò la moglie e cercò alleanze contro il vescovo ed i cristiani.
Helmold dà invece un'altra spiegazione: Mstivoj avrebbe cercato di conquistare una nipote del duca Hermann Billung, la quale gliela avrebbe anche promessa, se lui lo avesse accompagnato in una campagna in Italia. Così avrebbe fatto Mstivoj, ricordando al ritorno ad Hermann la sua promessa, ma il margravio Dietrich di Haldensleben avrebbe dichiarato che la nobile nipote di un grande principe non doveva essere data in sposa ad un cane. A seguito di ciò  Mstivoj si sarebbe assicurato l'appoggio dei Vendi e quindi mise a ferro e fuoco la zona a nord dell'Elba.
Helmold portò a giustificazione e motivo dell'attacco dei Wendi, in appoggio alla tesi di Adamo da Brema, sempre la smisurata cupidigia dei principi sassoni: «Questo smacco è stato provocato dall'infausta cupidigia degli stessi sassoni.» 
La figlia di Mstivojs, Tore (o Tofa) sposò Aroldo Blauzahn, re di Danimarca come Aroldo I.

### Mstislaw
Mstislaw (oppure Mistislaw o Missizla) (da ca. 996 al 1018), figlio di Mstivoj, egli stesso coartefice probabilmente della rivolta degli slavi del 983, fu a sua volta travolto da una ribellione dei Venedi nel 1018. Egli riuscì appena a trovar rifugio con la moglie e la nuora nella fortezza di Schwerin (Thietmar). Di qui fuggì ancora, dato che non intendeva convertirsi al cristianesimo, a Bardowiek, ove presumibilmente morì poi di vecchiaia.
Mstislaw ed il padre Mstivoj vengono confusi fra loro sia da Adamo da Brema che da Helmold e la cronologia non è chiara.

### Udo
Udo (od Uto o Pribignew o Pribygnev) (dal 1018 al 1028) viene citato da  Saxo Grammaticus ancora come Pribignew. Egli si fece battezzare con il nome di Udo ed il suo padrino fu probabilmente il conte di Stade, Luder-Udo I. Adamo da Brema ed il suo successore Helmold indicano Udo come «cattivo cristiano» ed attribuiscono la sua uccisione nel 1028 da parte di un transfuga sassone, alla sua cattiveria. Poiché si parla che nel contempo vi fossero altri due principi compartecipi del potere, quello di Udo non doveva essere molto ampio. Egli sposò una danese.

### Godescalco dei Vendi
Godescalco (Gottschalk in tedesco; ca. 1000 fino al 1066) era figlio di Udo e della sua moglie danese (la nuora con la quale Mstislaw si rifugiò a Schwerin) . Egli apprese a Lüneburg ove compiva i suoi studi, della morte del padre. Rinunciando al cristianesimo, volle vendicarsi e, attraversato il fiume Elba con un pugno di incursori venedi, mise a ferro e fuoco il territorio settentrionale intorno al fiume, abitato da sassoni.  Fu tuttavia sconfitto e catturato dal duca Bernardo II di Sassonia e le sue terre furono assegnate al principe polabo Ratibor.
Riconvertitosi al cristianesimo, Godescalco fu inviato in Danimarca nel 1028 presso Canuto il Grande, re della Danimarca e dell'Inghilterra, e quindi in Inghilterra. Qui egli servì così valorosamente il re, che questi lo premiò dandogli in sposa una delle sue figlie, Sigrid. Fino al suo rientro, avvenuto circa 15 anni dopo, il principe Ratibor (†1043) ed altri capi si erano dati da fare per aumentare la loro influenza:
Il duca slavo Ratibor fu ucciso dai danesi [nel 1043]. Egli era cristiano ed un grande signore fra i barbari. Egli ebbe otto figli, principi slavi, che furono tutti uccisi nel tentativo di vendicare il loro padre. (Adamo di Brema)
Nel 1043 Godescalco tornò con la moglie Sigrid presso gli slavi dell'Elba e ricristianizzò il suo territorio d'influenza con grande zelo, «…che egli convertì un terzo di coloro, che sotto il suo nonno Mstivoj (!) erano ricaduti nel paganesimo.» (Helmold di Bosau). Godescalco si appoggiò molto all'arcivescovo di Brema ed Amburgo Adalberto, che ambiva al patriarcato del Nord, per il quale sarebbero stati idonee le popolazioni slave dell'Elba. Allorché Adalberto fu deposto, il cognato di Godescalco, Blusso, fece scoppiare una rivolta. Godescalco fu ucciso nella Rocca di Lenzen, come pure Blusso, e Kruto, un naconide della stirpe dei Wagri, salì al potere (dal 1066 fino al 1093).
Kruto viene descritto da Adamo di Brema come un pagano privo di scrupoli:
La figlia del re danese, Sigrid, con le sue dame fu scoperta durante una festa degli obodriti nella Rocca di Meclemburgo ed uccisa con un colpo alla nuca.
Godescalco fu canonizzato ed è considerato santo dalla Chiesa cattolica che lo celebra il 7 giugno.
Enrico, figlio di Godescalco e di Sigrid, si rifugiò con la madre presso il nonno materno Sven Estridsson in Danimarca.

### Budivoj
Budivoj (o anche Butue o Buthue, †1075), il figlio maggiore di Godescalco, avuto da altra moglie, andò alla corte dei duchi di Sassonia. Da qui cercò di recuperare il potere perso dal padre, ma riuscì a controllare solo una parte del territorio, fu attirato da Kruto in una trappola presso Plön ed in quell'occasione ucciso. Secondo Helmold Pribislavo di Wagria (o Pribizlaus) era suo figlio: egli, toccato dalla sua ospitalità, si fece battezzare.

### Enrico
Enrico, detto "dell'Antica Lubecca" per aver ivi fissato la sua residenza, era il secondo figlio di Godescalco dei Vendi e fu cresciuto alla corte di Danimarca. Quando Kruto era ormai anziano, non riusciva ad impedire ad Enrico di saccheggiare le coste dei Wagri. Venuto a patti con lui nel 1093, Kruto cercò di farlo assassinare ma rimase invece egli stesso vittima di una trappola tesagli da Enrico con la complicità della giovane moglie dello stesso Kruto, Slavina. Morto Kruto e sposatane la vedova, Enrico sconfisse definitivamente gli slavi nella battaglia di Schmilau, dopo di che, divenuto lui il capo, fissò la residenza nell'Antica Lubecca, giacché la località era sita fra meclemburghesi, wagri e obodriti linoni. Secondo Helmold di Bosau, Enrico condusse campagne vittoriose contro Rani, Chizzini, Circipani, Veleti e Pomerani, rendoli suoi tributari. Sempre secondo Helmold, egli promosse agricoltura e commerci, invitando nell'Antica Lubecca mercanti stranieri, in particolare sassoni. Promosse anche la creazione di una Zecca. Pur essendo cristiano, non impose ai suoi sudditi ed alle tribù slave sottomesse, la conversione al cristianesimo. Egli acconsentì a che nel 1126 San Vicelino venisse a Lubecca a svolgere attività missionaria. Morì nel 1127 e fu sepolto a Lüneburg.

### I figli di Enrico
Enrico ebbe quattro figli, due dei quali, Valdemaro (†1123) e Mstivoj (†1127), morirono prima del padre. Fra gli altri due figli, Canuto e Sventipolk, scoppiò la guerra ed il territorio fu spartito tra loro, ma nel 1128 Canuto fu ucciso a Lütjenburg e Sventipolk si prese la sua parte di territorio. Vicelino di Oldenburg inviò preti a Lubecca ma questa fu occupata e distrutta dai Rani ed i preti fuggirono a Faldera/Neumünster. Nel medesimo anno fu ucciso anche Sventipolk ed il figlio Swineke subì la stessa sorte l'anno successivo a Ertheneburg sull'Elba. Così la stirpe di Enrico come signore degli slavi si estinse con la morte dei figli e del nipote. Con Enrico si estinse anche l'ultima opportunità di indipendenza degli Slavi occidentali.

## Seguito
Canuto Lavard, aspirante al trono di Danimarca, si procurò nel 1128 il beneficio del regno degli obodriti dall'imperatore Lotario II ma già nel 1131 veniva ucciso dal cugino Magnus. 
Nel 1132 subentrò Niklot, un non-naconide, al potere nella rimanente area d'influenza. Egli tuttavia cadde nella guerra contro sassoni e danesi nel 1160. Il figlio Pribislavo ricevette in feudo il Meclemburgo da Enrico il Leone e divenne il capostipite della casata di Meclemburgo, che si perpetuò fino al 1918.